# Bolboleaus hiaticollis
Bolboleaus hiaticollis är en skalbaggsart som beskrevs av Henry Fuller Howden 1985. Bolboleaus hiaticollis ingår i släktet Bolboleaus och familjen Bolboceratidae. Inga underarter finns listade.